# Котівка (Чортківський район)
Ко́тівка — село в Україні,  у Копичинецькій міській громаді Чортківського району Тернопільської області. Центр колишньої сільради, якій підпорядковувалися села Ємелівка й Теклівка.

## Розташування
Розташоване на берегах р. Нічлавки (права притока р. Нічлави, басейн Дністра), за 27 км від районного центру і 4 км від найближчої залізничної станції Копичинці. За 1,5 км на північний захід від Котівки проліг автошлях Т 2011 Тернопіль — Чернівці. У меридіональному напрямі вздовж русла р. Нічлавка прокладена залізниця Чортків — Копичинці, що ділить село на дві частини.
Географічні координати: 49º 05´ північної широти 25º 54´ східної довготи.
Територія — 3,23 кв. км. Дворів — 271 (2014 р.).

## Назва
Перша письмова згадка — 1443 р. у теребовльських судових актах, тоді село називалось Остапівка. Сучасна назва походить, імовірно, від прізвища першого поселенця — Кіт, за іншою версією від назви сусіднього села Кутець (до 1960-х рр. називалось Кутівка, з 1967 р. належить до м. Копичинці).

## Населення

### Мова
Розподіл населення за рідною мовою за даними перепису 2001 року:
| Мова            | Кількість | Відсоток |
| --------------- | --------- | -------- |
| українська      | 802       | 99.39%   |
| російська       | 3         | 0.37%    |
| вірменська      | 1         | 0.12%    |
| інші/не вказали | 1         | 0.12%    |
| Усього          | 807       | 100%     |

## Історія

### Давні часи
На території села археологи Чернівецького державного університету виявили поселення трипільців.

### Середньовіччя, Новий Час
У XV—XVI ст. власниками села, як і сусідніх Копичинців були польські шляхтичі Копицінські. Після першого поділу Речі Посполитої село від 1772 р. належало до Австрії (Заліщицький циркул, від 1816 р. — Чортківський). Протягом 1863—1914 рр. — Гусятинського повіту.
1884 р. прокладено залізницю з Чорткова до Гусятина.

### XX століття
У листопаді 1918 р. в Котівці проголошено владу ЗУНР. Значна частина національно свідомої молоді села вступила в УГА.
Восени 1920 р. у селі встановлено польську владу. Протягом 1920 рр. село — Копичинецького повіту Тернопільського воєводства.
Після 17 вересня 1939 р. в Котівці встановлена радянська влада. Наприкінці 1939 р. село виведено з підпорядкування м. Копичинці, створено сільську раду. Від січня 1940 р. до травня 1963 р. Котівка — Копичинецького району.
Від 7 липня 1941 р. до 23 березня 1944 р. — під нацистською окупацією. У роки німецько-радянської війни до Червоної армії мобілізовано із села 48 чоловіків, 18 із яких не повернулися додому.
За участь у національно-визвольній боротьбі арештовано більше 28 осіб та депортовано в Сибір 8 сімей із Котівки.
В УПА за волю України загинули: Йосип Джума (1914—1947), підрайоновий провідник ОУН Микола Колодницький (1922—1941), Дем'ян Сагайдак (1905—1941).
Після війни у селі владою було поселено понад 20 сімей депортованих українців із Закерзоння (згідно з договором про обмін населення між Польщою і Радянською Україною 1945 р.).
28 квітня 1948 р. в Котівці розклеєно антиколгоспні листівки з карикатурами на «щасливе» життя колгоспників. У 1949 р. в селі створено колгосп та реорганізовано початкову школу у семирічку. Із травня 1963 р. до січня 1965 р. село — Чортківського району; відтоді й донині — Гусятинського району.
В 1976 р. збудовано приміщення для місцевої школи. 1987 р. заасальтовано 1,5 км дороги від села до автошляху Тернопіль–Чернівці. У 1988 р. до Котівки підведено природний газ.
2007 р. коштом сім'ї В. Липки збудовано капличку Матері Божої. Під керівництвом пароха о. Степана Котика виходить часопис церкви Різдва Івана Хрестителя «Поклик церкви».
12 червня 2020 року, відповідно до розпорядження Кабінету Міністрів України № 724-р «Про визначення адміністративних центрів та затвердження територій територіальних громад Тернопільської області» увійшло до складу Копичинецької міської громади .
19 липня 2020 року, в результаті адміністративно-територіальної реформи та ліквідації Чортківського району, село увійшло до складу новоутвореного Чортківського району.

## Релігія
- церква Різдва святого Івана Хрестителя (2001 р., мурована; УГКЦ),
- каплиця Пресвятої Богородиці (2007 р., фундатори В. і Н. Липки).

## Освіта
У 1902 р. збудовано приміщення для початкової школи, у якій навчали польською мовою, у чой час велика земельна власність належала Рудольфові Баворовському.
Нині діє Котівська загальноосвітня школа I—I ступенів.

## Пам'ятники
- чотири «фіґури» Матері Божої (1898 р., 1905 р., 1937 р., 2012 р.),
- «фігура» св. Анни (1873 р.).
- встановлено пам'ятний хрест на честь скасування панщини (1898 р.).

Споруджено:
- пам'ятник воїнам-односельцям, полеглим у німецько-радянській війні (1965 р.);

## Соціальна сфера, господарство
Діяли філії товариств «Просвіта», «Рідна школа», «Союз Українок», «Сільський господар», «Луг» та осередок ОУН.
Нині працюють дитячий садок, Будинок культури (від 1984 р.), бібліотека, амбулаторія загальної практики та сімейної медицини, відділення зв'язку, фермерське господарство «Масарівські Липки» (Василь Липка), торговий заклад.

## Відомі люди

### Народилися
- Роман Лісович (1965 р. н.) — зв'язківець.
- Арсен Монастирський (1957—2005) — підприємець, майстер фото- і поліграфічної справи економіст,
- Віталій Сорокаліт (1959 р. н.)  — підприємець.
- Тібекін Едуард Петрович (1991—2022) — солдат Збройних сил України, учасник російсько-української війни. Почесний громадянин міста Тернополя (посмертно)[5].

### Працювали
- Роман Нарадка (1932—1993) — бригадир тракторної бригади, Герой соціалістичної праці і господарник (голова колгоспу «Маяк» з 1956 р., директор агрофірми «Маяк»).
- Іван Сороколіт (1926 р. н.)  — Герой соціалістичної праці, учасник німецько-радянської війни

## Природа
На східній околиці с. Котівка росте Копичинецький ліс.

## Галерея

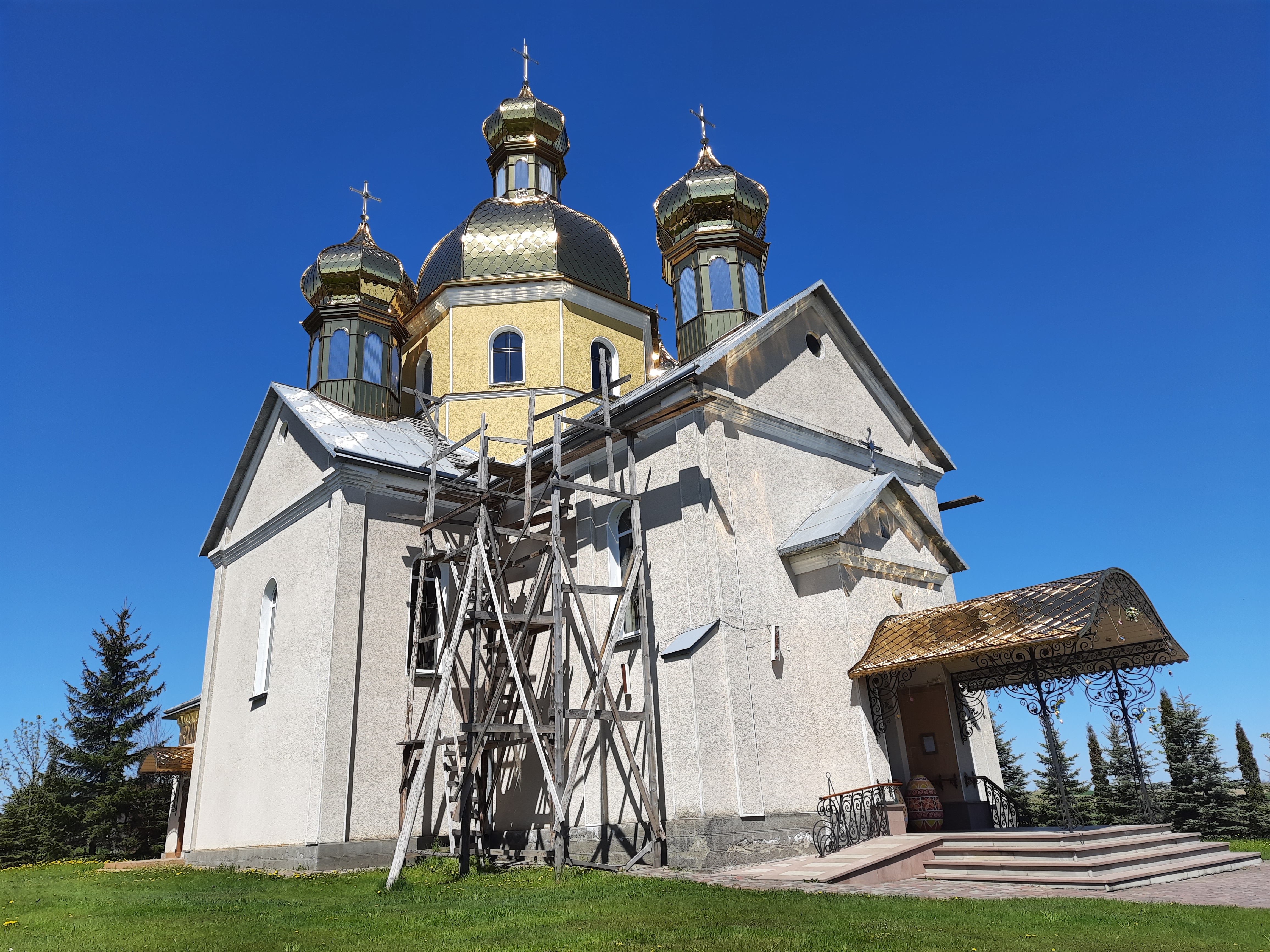
Церква Різдва Святого Івана Хрестителя
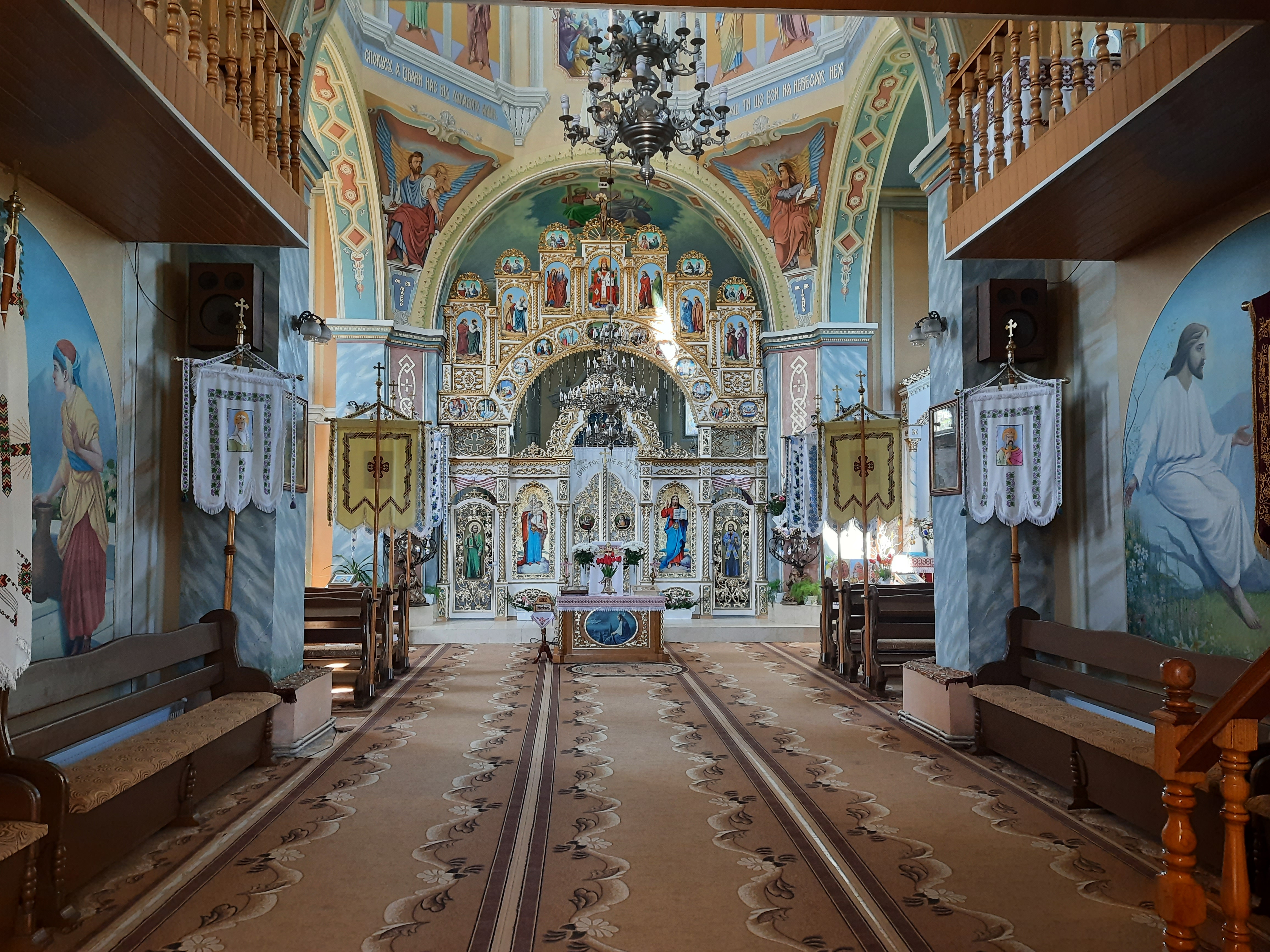
Інтер'єр церкви
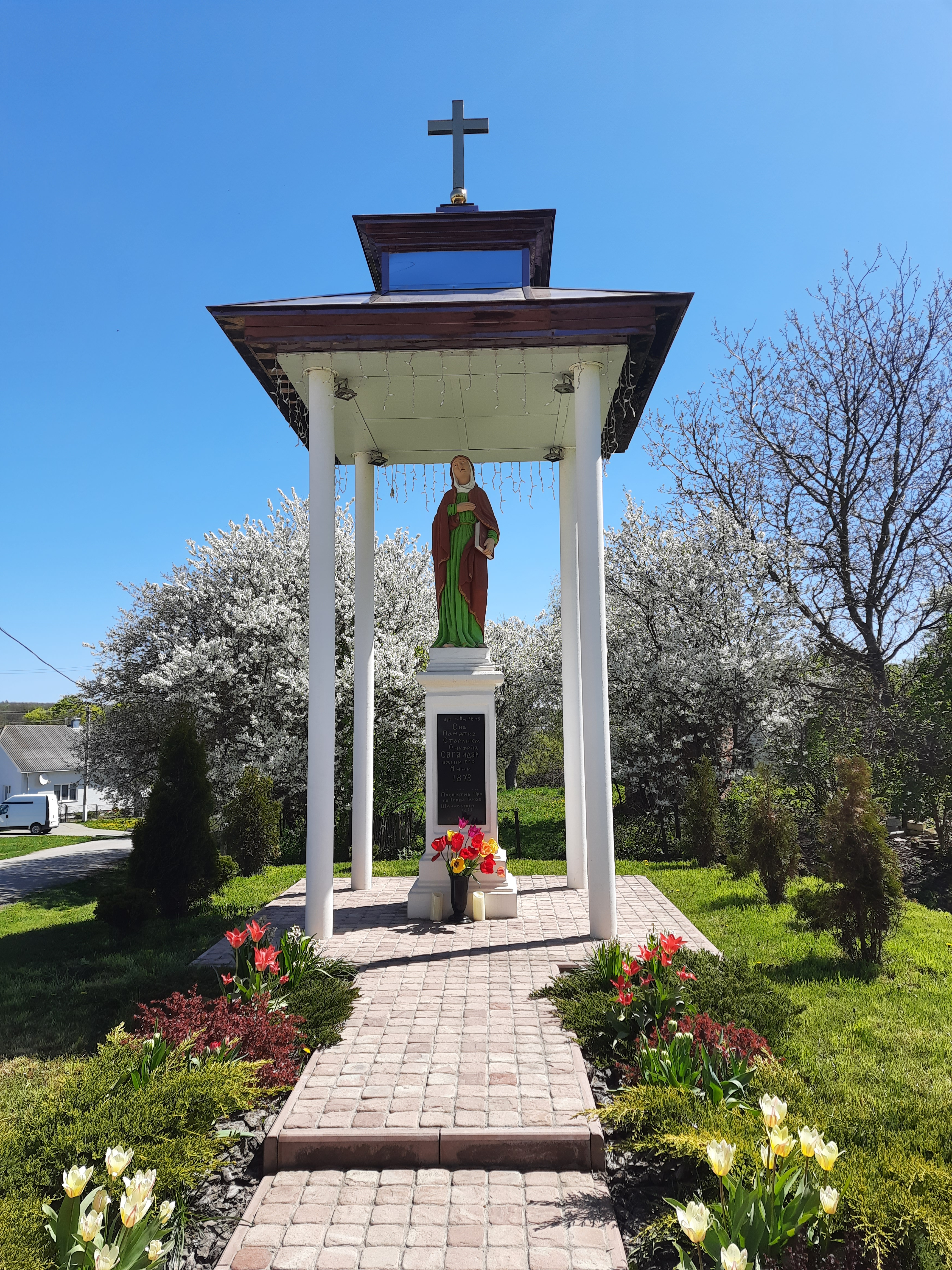
«Фігура» (1873 р.)
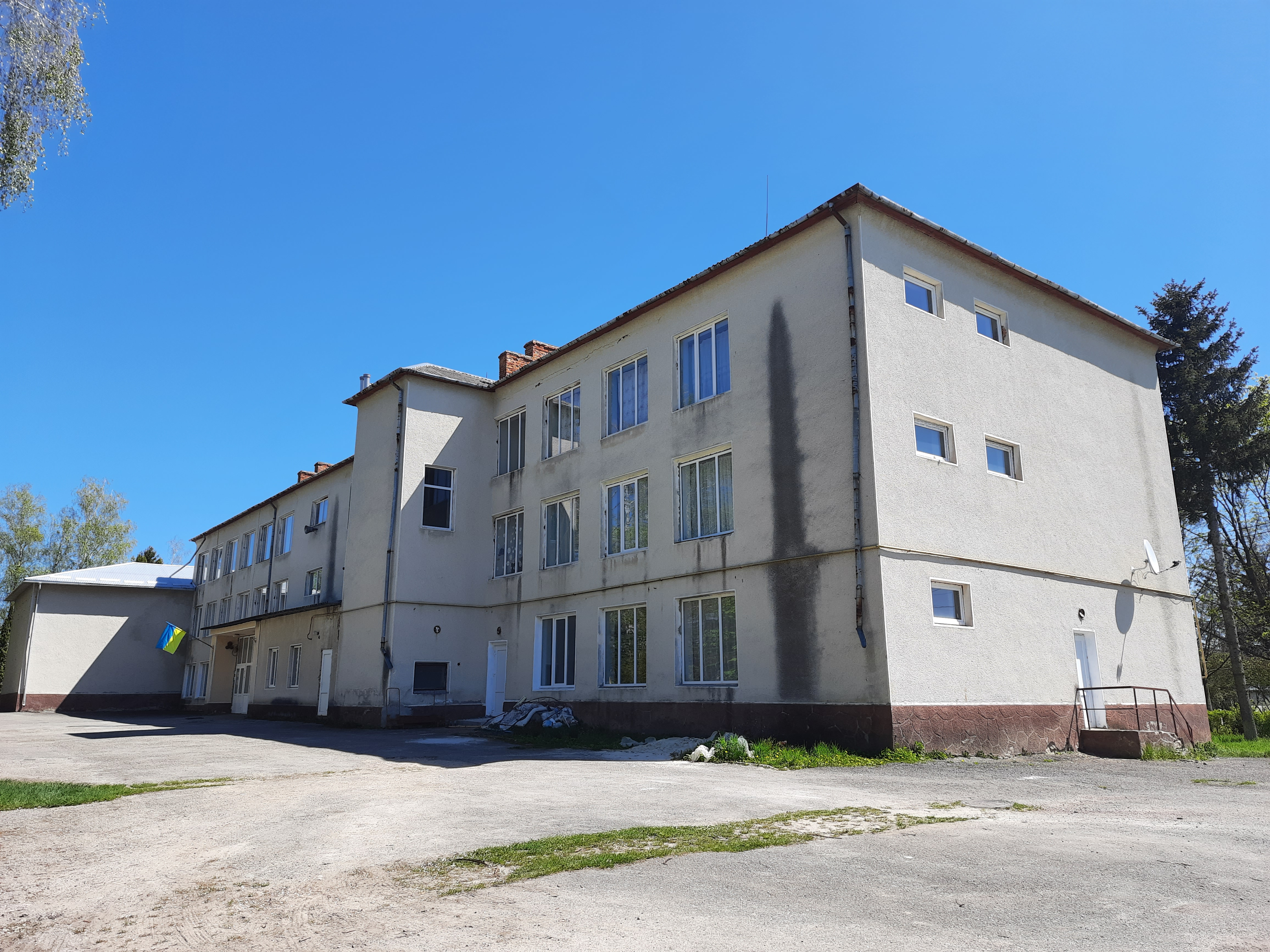
Гімназія
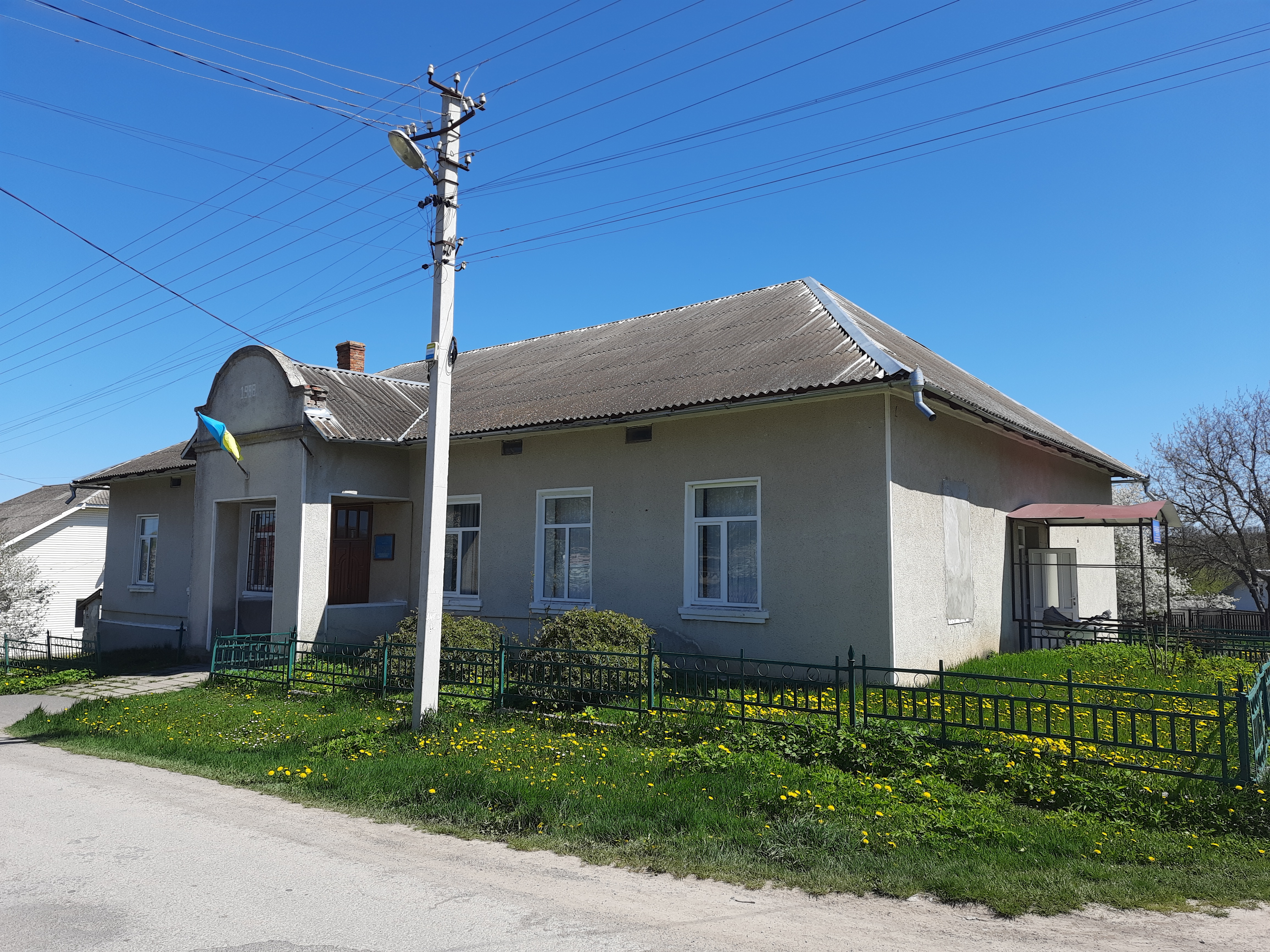
Старостат
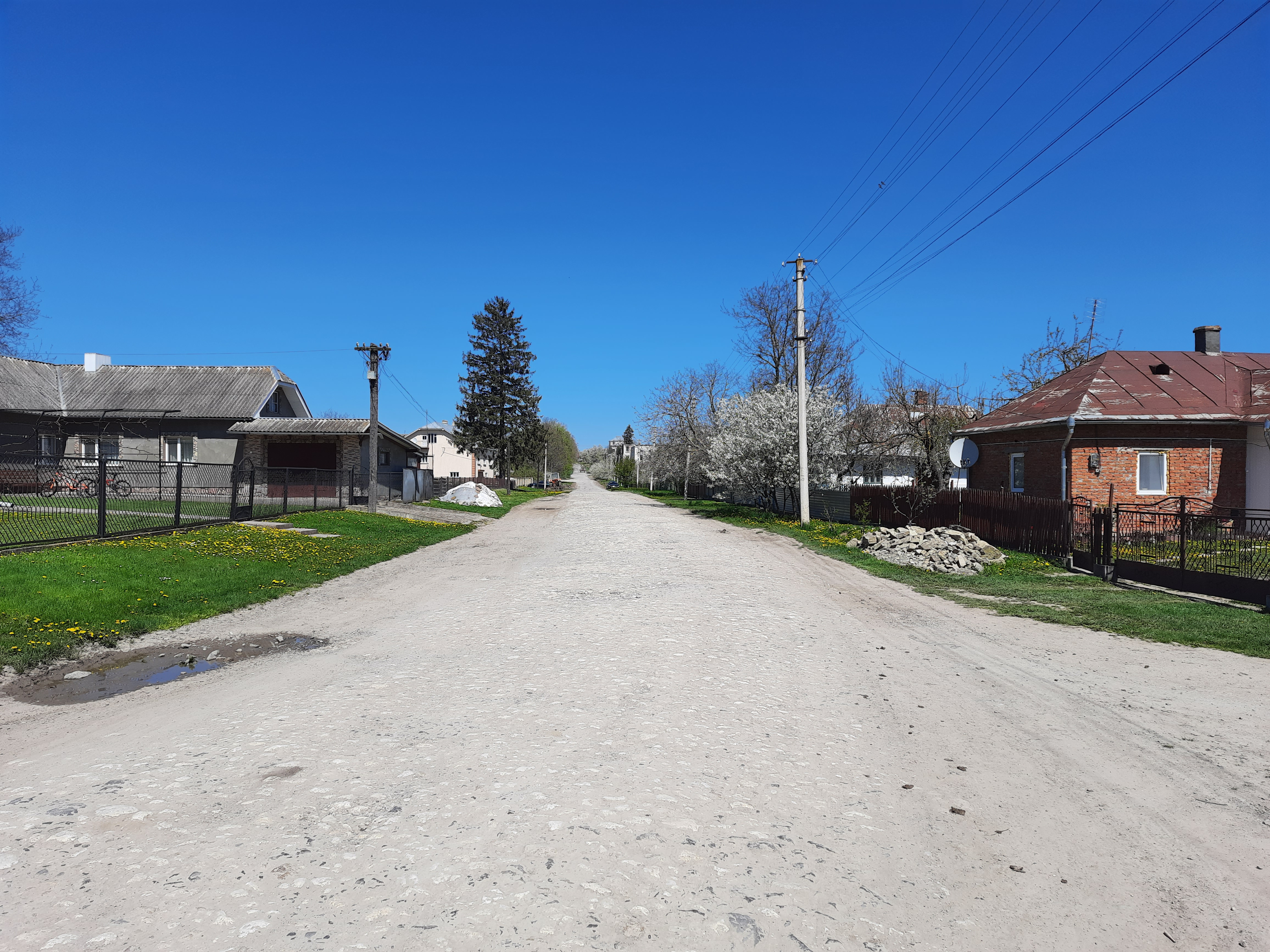
Сільська вулиця